# Leucopogon pulchellus
Leucopogon pulchellus (Engels: Beard-heath) is een plantensoort uit de heidefamilie (Ericaceae). De plant komt voor in het zuidwesten van West-Australië.
Het is een struik die een hoogte kan bereiken tussen 15 centimeter en 1 meter. De soort heeft witte bloemen en bloeit van juni tot november of januari tot februari. Hij groeit op laterische of granietachtige bodems.